# Хормазд I
Хормазд I или Ормизд I (Ōhrmazd, Hormizd), също и Ормизд Ардашир, е трети владетел от Сасанидската династия на Персия. Управлява около една година през 272 – 273 г.

## Произход и управление
Син и наследник на Шапур I. По времето на своя баща е наместник на Хорасан (дн. Източен Иран), участва във войните срещу Римската империя и през 252 г. е издигнат от Шапур I като претендент за трона в Армения.
През краткото си управление като Цар на царете Хормазд I проявява толерантност спрямо новата секта на Манихейството, както и към други религии, въпреки че покровителства зороастрийството като държавна религия. Наследен е от брат си Бахрам I.